# ジョーダンズ
ジョーダンズは、かつてオフィス北野で活動していたお笑いコンビ。山崎まさやと三又 忠久の2人で構成されていた。1992年結成、2007年解散。
コンビ名は三又のものまねレパートリーである海援隊の楽曲『JODAN JODAN』からとっており、同楽曲内の台詞をアレンジした「J・O・D　ためてー　A・N!」を決めギャグとしていた。

## メンバー
- 山崎 まさや（本名及び旧芸名：山崎 方也、1970年1月18日 - ）ツッコミ担当。

神奈川県横浜市保土ケ谷区出身。
単独ではテレビ東京の深夜番組『ギルガメッシュないと』のレギュラーを務めた。
- 三又 忠久（みまた ただひさ、1967年5月27日 - ）ボケ担当。

岩手県花巻市出身。
武田鉄矢（『3年B組金八先生』の坂本金八）のものまねが有名。
解散後の2007年2月より、三又忠久から三又又三へと改名した。

## 主な出演番組

### テレビ
- 真夜中の王国（BS2）
- スーパーJOCKEY（日本テレビ）
- ビートたけしのお笑いウルトラクイズ（日本テレビ）
- GAHAHAキング 爆笑王決定戦（テレビ朝日）
- 踊る!さんま御殿!!（日本テレビ）
- 笑点 （日本テレビ、1998年1月18日）
- ボキャブラ天国(キャッチコピーは真夜中の狩人→桜中学OB)（フジテレビ、1997年11月11日 - 1998年10月31日）
- 志村けんのバカ殿様（フジテレビ）
- 森田一義アワー笑っていいとも!（フジテレビ）
- ブレイクもの!（フジテレビ、1998年）
- ロンブー龍（日本テレビ）
- ダウンタウンのガキの使いやあらへんで!!（日本テレビ）
- いろもん（日本テレビ、1998年）
- ウッチャンナンチャンの炎のチャレンジャー（テレビ朝日）
- 特捜TV!ガブリンチョ（テレビ朝日）
- ヒメゴト（テレビ朝日）
- 朝までたけし軍団（テレビ朝日）
- ビートたけしのD-1グランプリ（テレビ朝日、1998年12月16日）
- 最終警告!たけしの本当は怖い家庭の医学（ABCテレビ）
- めちゃ×2イケてるッ!（フジテレビ） 「笑わず嫌い王決定戦」のコーナー
- ウンナンの気分は上々。（TBS）
- マガ不思議（TBS）
- 大好き!東京ゲスト10（TBS）
- 王様のお夜食（TBS）
- オールスター感謝祭（TBS）
- 世界バリバリ☆バリュー（毎日放送）
- ふうふうごはん（フジテレビ）
- たけしの斎藤寝具店（フジテレビ）

ほか

### CM
- センチメンタル・バス「よわむしのぬけがら」（1998年）